# Пехлец
Пехлец — село в Кораблинском районе Рязанской области, административный центр Пехлецкого сельского поселения.

## Географическое положение
Пехлец находится в центральной части Кораблинского района, в 5 км к востоку от райцентра.
Ближайшие населённые пункты:

— город Кораблино в 8 км к востоку по асфальтированной дороге;

— деревня Табаево к югу по асфальтированной дороге;

— деревня Фролово примыкает к северу села.

## История
Как видно из окладных книг 1676 года, находившая в селе Пехлец церковь первоначально именовалась Николаевской. В апреле 1744 года вместо пришедшей в ветхость церкви по просьбе попа Сергия Иванова и прихожан было дозволено построить новую деревянную церковь в честь св. Николая да в приделе в честь Тихвинской иконы Божьей Матери, которая и была освящена в декабре того же года. Каменная церковь Тихвинская с приделом Никольским построена в 1805 году, хотя дозволение о построении прихожане испросили еще в 1782 году. Находящаяся при церкви каменная колокольня отстроена была уже в 1834 году.
В XIX — начале XX века село входило в состав Княжовской волости Ряжского уезда Рязанской губернии. В 1906 году в селе было 111 дворов.
С 1929 года село являлось центром Пехлецкого сельсовета Кораблинского района Рязанского округа Московской области, с 1937 года — в составе Рязанской области, с 2005 года — центр Пехлецкого сельского поселения.

## Население
| 1859 | 1897 | 1906 | 2010 |
| ---- | ---- | ---- | ---- |
| 498  | ↗668 | ↘446 | ↗822 |

## Промышленность
В селе действовали крупные предприятия: «Кораблинская сельхозтехника», «Кораблиноагрохим». Их нынешний статус неизвестен.
На территории «Кораблинской сельхозтехники» работают предприятия: «Неруд инновация», «Металлтех», «Техцентр «Лидер».
До 1997 года работал кирпичный завод.

## Хозяйство
В селе работал сельскохозяйственный производственный кооператив им. Чкалова, основанный в 1928 году.
Специализировался на производстве зерна, молока и выращивании крупного рогатого скота. На момент 2011 года в сельхозпредприятии работало 115 человек.

## Инфраструктура
Дорожная сеть

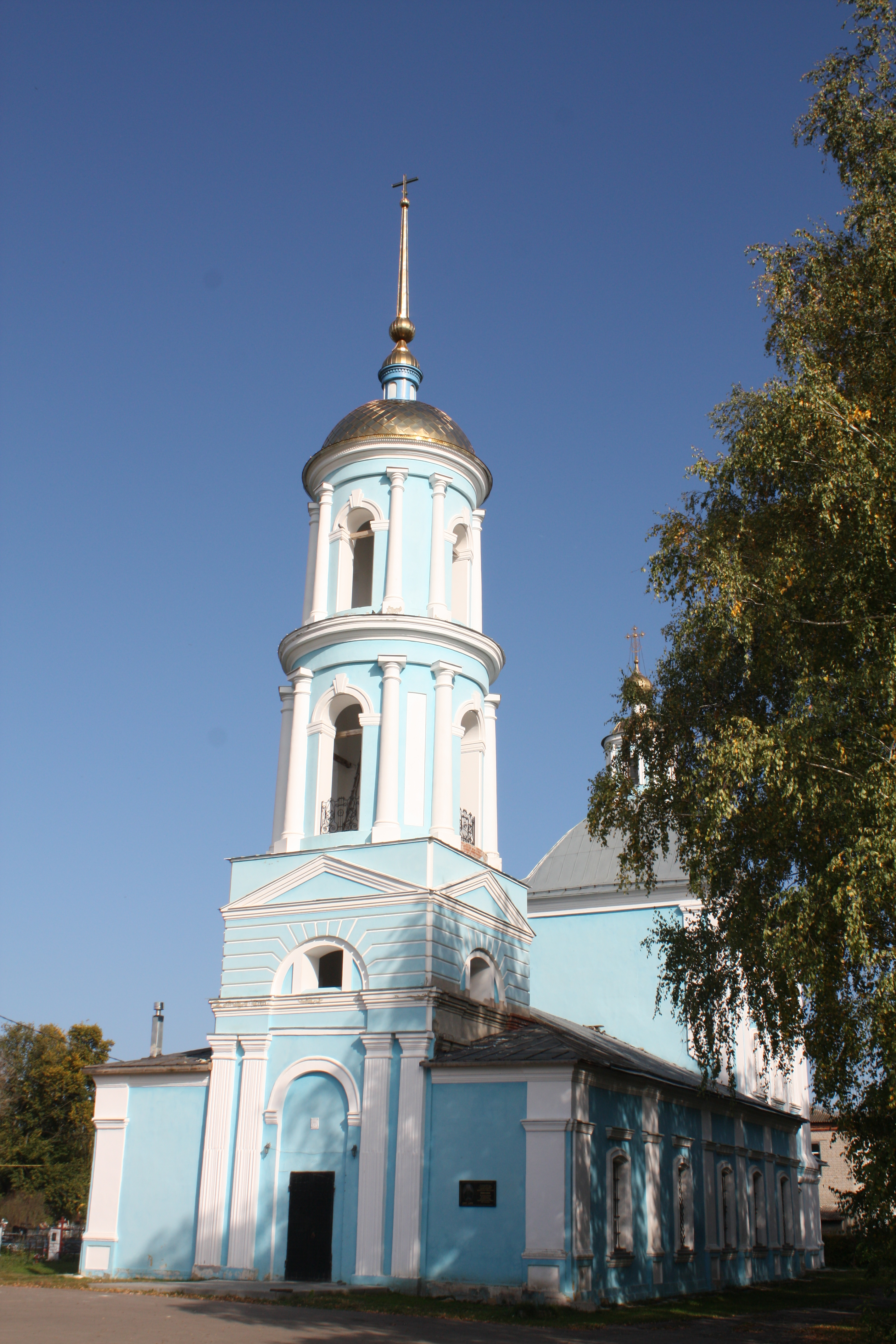
Церковь в Пехлеце

Село пересекает автотрасса регионального значения Р-126 «Рязань-Ряжск».
Уличная сеть
- Луговая
- Садовая
- Цветочная
- Центральная
- Молодёжный микрорайон

Связь
В селе действует сельское отделение почтовой связи «391230». Отделение обслуживает также деревни Табаево Фролово.
Образование
Работают два учреждения образования: средняя школа имени В.В. Соловова (Центральная, 67), детский сад «Солнышко» (мкр. Молодёжный,11).
Культура
Сельский дом культуры (Центральная,84) и библиотека.
Торговля
Работают 5 продуктовых и 1 хозяйственный магазин 

## Достопримечательности
В селе расположена действующая Церковь Тихвинской иконы Божией Матери (1805).

## Известные уроженцы, жители
- Камнев, Николай Арсеньевич (1926—1996) — специалист в области радиолокации, сотрудник ВНИИ «Альтаир», лауреат Государственной премии СССР (1978).
- Сулакадзев, Александр Иванович (1771—1829) — уроженец села. Коллекционер рукописей и исторических документов, историк и археограф-любитель, известный многочисленными фальсификациям. Имел подпольную типографию в Пехлеце.